# Selhac
Selhac (en francès Seilhac) és un municipi francès situat al departament de la Corresa i a la regió de la Nova Aquitània.

## Demografia
| 1962                                       | 1968  | 1975  | 1982  | 1990  | 1999  | 2007  |
| ------------------------------------------ | ----- | ----- | ----- | ----- | ----- | ----- |
| 1.243                                      | 1.247 | 1.319 | 1.440 | 1.540 | 1.636 | 1.974 |
| Des de 1962: població sense dobles comptes |       |       |       |       |       |       |

## Administració
| Període   | Identitat         | Partit        |
| --------- | ----------------- | ------------- |
| 1935-1982 | Jean Vinatier     | SFIO          |
| 1982-1995 | Pierre Vinatier   |               |
| 1995-2008 | Roger Brousse     | Divers droite |
| 2008      | Pierre Tresmontan | Divers gauche |
| 2008-     | Marc Géraudie     | Divers gauche |

## Personatges il·lustres
- Léonard Leymarie (1880-1914), afusellat com a exemple.